# José Santos Arranha
José da Silva Santos Arranha, foi um importante militante sindicalista, tendo sido secretário-geral da CGT. Foi delegado no Congresso do Mobiliário (1920) e nos Congressos Operários (1922 e 1925). Instrução Primária e aprendizado de Marceneiro-Entalhador nas Caldas da Rainha. Com 20 anos, fez serviço militar em Lisboa e aí ficou. Membro do Grupo Anarquista "Povo Livre" (Lisboa, 1924-25 - UAP). Preso em 1923, 1925 e 1927.
Além de Secretário Confederal da CGT, também foi Director de "A Batalha" e colaborou na revista  Renovação (1925-1926) .
Exilado na Bélgica, regressou a Portugal em 1939. Integrou o grupo "Esperança" em 1945-46.
Morou na Rua Vale de Santo António.